# فلاح ولید
فلاح ولید (انگلیسی: Falah Waleed؛ زادهٔ ۱۳ سپتامبر ۱۹۹۸) بازیکن فوتبال است.
از باشگاه‌هایی که در آن بازی کرده‌است می‌توان به باشگاه فوتبال العین اشاره کرد.
وی همچنین در تیم‌های ملی فوتبال زیر ۲۳ سال امارات متحده عربی و امارات متحده عربی بازی کرده‌است.